# Primera Liga de Croacia 1992-93
La Primera División de Croacia en su temporada 1992-93, Fue la segunda temporada de la liga croata. El campeón fue el club Croacia Zagreb que consiguió su primer título de la naciente liga croata.
Los dieciséis clubes en competición se agrupan en un único grupo en que se enfrentan dos veces a sus oponentes en dos ruedas (ida y vuelta), con un total de 30 partidos jugados por club. En vista de la ampliación del número de clubes de 16 a 18 no se contemplaron descensos al final de temporada.

## Equipos
| Club                    | Ciudad        | Estadio                        | 1992               |
| ----------------------- | ------------- | ------------------------------ | ------------------ |
| NK Belišće              | Belišće       | Gradski stadion Belišće        |                    |
| HNK Cibalia Vinkovci    | Vinkovci      | Stadion HNK Cibalia            | 9° en 1.HNL        |
| NK Dinamo Zagreb        | Zagreb        | Stadion Maksimir               | 5° en 1.HNL        |
| HNK Dubrovnik           | Dubrovnik     | Gradski stadion Lapad          | 11° en 1.HNL       |
| HNK Hajduk Split        | Split         | Stadion Poljud                 | 1° en 1.HNL        |
| NK Inter Zaprešić       | Zaprešić      | Stadion Inkera                 | 4° en 1.HNL        |
| NK Istra Pula           | Pula          | Stadion Aldo Drosina           | 7° en 1.HNL        |
| NK Osijek               | Osijek        | Stadion Gradski vrt            | 3° en 1.HNL        |
| NK Pazinka Pazin        | Pazin         | Gradski stadion Pazin          | 1° en 2.HNL-West   |
| NK Radnik Velika Gorica | Velika Gorica | Stadion Radnik                 | 1° en 2.HNL-Center |
| HNK Rijeka              | Rijeka        | Stadion na Kantridi            | 6° en 1.HNL        |
| HNK Segesta Sisak       | Sisak         | Gradski stadion Sisak          | 4° en 2.HNL-Center |
| HNK Šibenik             | Šibenik       | Stadion Šubićevac              | 12th in 1.HNL      |
| NK Varteks Varaždin     | Varaždin      | Stadion Varteksa               | 8° en 1.HNL        |
| NK Zadar                | Zadar         | Stadion Stanovi                | 10° en 1.HNL       |
| NK Zagreb               | Zagreb        | Stadion u Kranjčevićevoj ulici | 2° en 1.HNL        |

## Tabla de posiciones
|  |     | Equipo                   | PJ | PG | PE | PP | GF | GC | DG  | PTS |
|  | --- | ------------------------ | -- | -- | -- | -- | -- | -- | --- | --- |
|  | 1.  | Croacia Zagreb           | 30 | 21 | 7  | 2  | 84 | 27 | +57 | 49  |
|  | 2.  | Hajduk Split             | 30 | 16 | 10 | 4  | 53 | 27 | +26 | 42  |
|  | 3.  | NK Zagreb                | 30 | 15 | 10 | 5  | 50 | 27 | +23 | 40  |
|  | 4.  | HNK Rijeka               | 30 | 14 | 11 | 5  | 41 | 24 | +17 | 39  |
|  | 5.  | Cibalia Vinkovci         | 30 | 11 | 9  | 10 | 31 | 30 | +1  | 31  |
|  | 6.  | NK Osijek                | 30 | 11 | 7  | 12 | 40 | 42 | -2  | 29  |
|  | 7.  | Varteks Varaždin         | 30 | 10 | 9  | 11 | 38 | 47 | -9  | 29  |
|  | 8.  | NK Istra Pula            | 30 | 12 | 4  | 14 | 32 | 35 | -3  | 28  |
|  | 9.  | Inker Zaprešić           | 30 | 9  | 9  | 12 | 35 | 31 | +4  | 27  |
|  | 10. | Segesta Sisak (A)        | 30 | 10 | 5  | 15 | 31 | 44 | -13 | 25  |
|  | 11. | Pazinka Pazin (A)        | 30 | 7  | 11 | 12 | 20 | 28 | -8  | 25  |
|  | 12. | NK Zadar                 | 30 | 9  | 7  | 14 | 30 | 48 | -18 | 25  |
|  | 13. | Radnik Velika Gorica (A) | 30 | 9  | 7  | 14 | 30 | 52 | -22 | 25  |
|  | 14. | NK Dubrovnik             | 30 | 9  | 7  | 14 | 24 | 37 | -13 | 25  |
|  | 15. | NK Belišće (A)           | 30 | 8  | 9  | 13 | 34 | 50 | -16 | 25  |
|  | 16. | NK Šibenik               | 30 | 4  | 8  | 18 | 21 | 45 | -24 | 16  |

### Máximos Goleadores
| Jugador         | Club           | Goles |
| --------------- | -------------- | ----- |
| Goran Vlaović   | Croacia Zagreb | 23    |
| Igor Cvitanović | Croacia Zagreb | 15    |
| Ardian Kozniku  | Hajduk Split   | 14    |
| Robert Špehar   | NK Zagreb      | 13    |
| Iván Cvjetković | Segesta Sisak  | 12    |
| Željko Adžić    | Croacia Zagreb | 10    |
| Alen Petrović   | NK Osijek      | 10    |
| Mario Stanić    | Dinamo Zagreb  | 10    |
| Bakir Beširević | Osijek         | 9     |
| Joško Popović   | NK Zagreb      | 9     |
| Giovanni Rosso  | NK Zadar       | 9     |